# Туркай, Рудольф
Рудольф Туркай (алб. Rudolf Turkaj; 3 февраля 1995, Лежа) — албанский футболист, защитник албанского клуба «Лачи». В 2022 году Туркай дебютировал за национальную сборную своей страны.

## Клубная карьера
Рудольф Туркай занимался футболом в албанском клубе «Шкендия». В августе 2014 года он подписал контракт с албанским клубом «Беселидья» из его родной Лежи, выступавшим тогда в Первом дивизионе. В конце сентября 2016 года Туркай перешёл в другую команду Первого дивизиона — «Шенколи», а спустя год — в «Илириа», также игравшую во второй по значимости лиге Албании.
Летом 2019 года Туркай подписал контракт с клубом «Лачи». 24 августа 2019 года он дебютировал в албанской Суперлиге, выйдя в основном составе в гостевого поединке против «Влазнии». Свой первый гол в рамках чемпионата Албании Туркай забил 21 января 2020 года, открыв счёт в гостевом матче с «Теутой».

## Карьера в сборной
26 октября 2022 года Рудольф Туркай дебютировал в составе сборной Албании в проходившем в Абу-Даби товарищеском матче со сборной Саудовской Аравии, выйдя в основе.

## Статистика выступлений

### В сборной
| Матчи и голы Рудольфа Туркая за сборную Албании | Матчи и голы Рудольфа Туркая за сборную Албании | Матчи и голы Рудольфа Туркая за сборную Албании | Матчи и голы Рудольфа Туркая за сборную Албании | Матчи и голы Рудольфа Туркая за сборную Албании | Матчи и голы Рудольфа Туркая за сборную Албании | Матчи и голы Рудольфа Туркая за сборную Албании |
| №                                               | Дата                                            | Место проведения                                | Соперник                                        | Счёт                                            | Голы                                            | Соревнование                                    |
| ----------------------------------------------- | ----------------------------------------------- | ----------------------------------------------- | ----------------------------------------------- | ----------------------------------------------- | ----------------------------------------------- | ----------------------------------------------- |
| 1                                               | 26 октября 2022                                 | Аль-Нахайян, Абу-Даби                           | Саудовская Аравия                               | 1:1                                             | —                                               | товарищеский матч                               |
| 2                                               | 9 ноября 2022                                   | Муниципальный стадион, Марбелья                 | Катар                                           | 0:1                                             | —                                               | товарищеский матч                               |

Итого: 2 матча / 0 голов; eu-football.info.